# برادلي نيلسن
برادلي نيلسن (26 أكتوبر 1979 في نيوزيلندا - ) (بالإنجليزية: Bradley Nielsen)‏ هو لاعب كريكت نيوزلندي.

## وصلات خارجية
- برادلي نيلسن على موقع إي آس بي آن كريك إنفو (الإنجليزية)